# Scott C. Roe
Scott Carlton „Bear“ Roe (* 12. Juli 1970 in Lemoore, Kings County, Kalifornien) ist ein US-amerikanischer Schauspieler, Stuntman und Synchronsprecher.

## Leben
Roe wurde am 12. Juli 1970 im kalifornischen Lemoore als Sohn von Lynne und Bruce Roe geboren, wuchs allerdings gemeinsam mit seinem jüngeren Bruder und seinen Cousins in Fort Lauderdale in Florida auf. Er besuchte die St. Thomas von Aquin High School, benannt nach Thomas von Aquin, wo er in der Ringer- und Schwimmmannschaft war. Dort lernte er die heutigen Schauspieler Billy Crudup und Chris Conrad, mit dem ihn eine Freundschaft verbindet. In seiner Freizeit sang er in einem Kirchenchor. Er ist Absolvent der Florida State University und verbrachte anschließend einige Zeit mit Freunden in Europa. Während dieser Zeit absolvierte er eine Ausbildung zum Immobiliengutachter und machte nach seiner Rückkehr in die USA seinen Master in Business an der Nova University. Nach seinem Abschluss schloss er sich den United States Navy SEALs an und hatte einen Rang vergleichbar mit dem eines Funkers inne. Er diente aus Virginia Beach die meiste Zeit in Südamerika. Seinen Spitznamen erhielt er aufgrund des für seine Statur sanften Umgangs mit Kindern von Freunden und Verwandten.
Seit Mitte der 2000er Jahre ist Roe als Schauspieler tätig. Er ist überwiegend als Episodendarsteller in Fernsehserien tätig. Dazu gehören Besetzungen in General Hospital, Dr. House, CSI: NY, Dollhouse, Scandal, Scorpion oder Navy CIS. Er übernahm Nebenrollen in Big Fat Important Movie, Transformers 3, J. Edgar oder auch Bombshell – Das Ende des Schweigens und war 2018 in dem Tierhorrorfilm Megalodon – Die Bestie aus der Tiefe in einer größeren Rolle zu sehen.
Als Stuntman war er unter anderen 2012 im Kinofilm The Dark Knight Rises zu sehen. Serienbesetzung in dieser Funktion füllte er in The Last Ship und L.A.’s Finest aus. 2019 übernahm er Stunts in Die Geldwäscherei. 2021 fungierte er in der Fernsehserie SEAL Team als Stuntdouble von David Boreanaz.

## Filmografie

### Schauspiel
- 2006: Große Kulturen (Engineering an Empire) (Mini-Serie, Episode 1x10)
- 2006: Passions (Fernsehserie, Episode 1x1905)
- 2007: LA Forensics (Fernsehserie, Episode 2x03)
- 2007: General Hospital (Fernsehserie, 2 Episoden)
- 2008: Big Fat Important Movie (An American Carol)
- 2008: Dr. House (House, M.D.) (Fernsehserie, Episode 5x09)
- 2009: Eleventh Hour – Einsatz in letzter Sekunde (Eleventh Hour) (Fernsehserie, Episode 1x16)
- 2009: CSI: NY (Fernsehserie, Episode 5x25)
- 2009: C.O.D.E. (Kurzfilm)
- 2009: Ballad of Broken Angels: Harmony
- 2009: Dollhouse (Fernsehserie, Episode 2x10)
- 2009: The Stalker Within
- 2011: Transformers 3 (Transformers: Dark of the Moon)
- 2011: J. Edgar
- 2012: Road to Marakesh
- 2012: Scandal (Fernsehserie, 2 Episoden)
- 2014: Camp Concussion
- 2015: Scorpion (Fernsehserie, Episode 1x20)
- 2015: Navy CIS (Fernsehserie, Episode 13x10)
- 2016: General Hospital (Fernsehserie, 2 Episoden)
- 2017: 24: Legacy (Fernsehserie)
- 2018: Megalodon – Die Bestie aus der Tiefe (Megalodon) (Fernsehfilm)
- 2018: The Coroner: I Speak for the Dead (Fernsehserie, Episode 3x01)
- 2019: Alien Warfare
- 2019: The Dawn
- 2019: Bombshell – Das Ende des Schweigens (Bombshell)
- 2020: Big Freaking Rat
- 2021: Nova Vita (Fernsehserie, Episode 1x01)

### Stunts
- 2011: Transformers 3 (Transformers: Dark of the Moon)
- 2012: The Dark Knight Rises
- 2015–2018: The Last Ship (Fernsehserie, 4 Episoden)
- 2019: L.A.’s Finest (Fernsehserie, Episode 1x07)
- 2019: Angel of Death (Kurzfilm)
- 2019: Die Geldwäscherei (The Laundromat)
- 2021: SEAL Team (Fernsehserie, 4 Episoden)

## Synchronisationen
- 2012: Medal of Honor: Warfighter (Videospiel)